# جورج نيلسون
جورج نيلسون (بالإنجليزية: George Nelson (astronaut))‏ (و. 1950 – م) هو فيزيائي، ورائد فضاء، وعالم فلك، وأستاذ جامعي من الولايات المتحدة الأمريكية . ولد في تشارلز سيتي .

## ريادة الفضاء
شارك في المهمات الفضائية:
- STS-41-C
- رحلة الفضاء STS-61-C
- STS-26.

## التعليم
تعلم في جامعة واشنطن، وجامعة غوتنغن